# Historische Kommission für Nassau
Die Historische Kommission für Nassau ist die Geschichtskommission für das Gebiet des Herzogtums Nassau, des nassauischen Teils der preußischen Provinz Hessen-Nassau, für das Haus Nassau sowie für die hessische Landesgeschichte nach 1945. Sie hat ihren Sitz im Hessischen Hauptstaatsarchiv in Wiesbaden. 
Die Historische Kommission für Nassau besteht seit 1897 und ist hervorgegangen aus der 1895 eingerichteten „Section für mittlere und neuere Geschichte“ des Vereins für Nassauische Alterthumskunde und Geschichtsforschung.

## Aufgaben
Im Mittelpunkt der Arbeit der Kommission stehen Veröffentlichungen. Dazu zählen Quelleneditionen, Biografien, Nachschlagewerke und Monografien vom Mittelalter bis zur jüngsten Zeit. Da es in Nassau nie eine Universität gab, bestehen wissenschaftliche Kontakte vor allem zu benachbarten Universitäten, der Johannes Gutenberg-Universität Mainz, der Johann-Wolfgang-Goethe-Universität Frankfurt am Main und der Justus-Liebig-Universität Gießen. Archivare des Hessischen Hauptstaatsarchivs sind als Verfasser von Standardwerken hervorgetreten, so z. B. Otto Renkhoff mit der Nassauischen Biographie, Wolf-Heino Struck mit dem mehrbändigen Regestenwerk zu Klöstern und Stiften an der Lahn oder Karl Ernst Demandt mit der ersten umfassenden Bibliographie des historischen Schrifttums in Hessen. Mit dem Sitz der Kommission in der Landeshauptstadt besteht heute ein besonderer Schwerpunkt in der Publikation von Arbeiten zur hessischen Zeitgeschichte.
Die Veranstaltung von Buchpräsentationen, meist an inhaltlich relevanten Orten im Land, tragen dazu bei, die Arbeit der Kommission über den Wiesbadener Einzugsbereich hinaus bekannt zu machen. Diese Aufgabe haben auch die jährlich an wechselnden Orten stattfindenden Mitgliederversammlungen, die mit einem öffentlichen Vortrag auch die breite Öffentlichkeit ansprechen.

## Geschichte
Mit Unterstützung durch Ministerpräsident Otto von Bismarck etablierte Heinrich von Sybel, der neu ernannter Direktor der preußischen Staatsarchive, von 1875 an regelmäßige Veröffentlichungen von Quellenmaterial aus diesen Archiven. Auf diesen Anstoß hin installierten in den folgenden Jahren die Provinziallandtage der preußischen Provinzen Kommissionen, die entsprechende Projekte für das jeweilige Gebiet förderten. In der Provinz Hessen-Nassau kamen dies nur langsam voran, auch wegen der geringen Finanzkraft der kleinen Provinz.
1895 bildete sich innerhalb des Vereins für Nassauische Alterthumskunde und Geschichtsforschung eine Section für mittlere und neuere Geschichte, die zunächst nur der Geschichtsforschung gegenüber der bis dahin im Verein dominierenden Archäologie mehr Gewicht verleihen sollte. Reinhold Koser, der kurz zuvor ins Amt eingetretene Nachfolger von Sybel, begann ebenfalls 1895 die Publikation von Archivmaterial der Provinzen zu fördern und stellte dazu finanzielle Unterstützung in Aussicht. Am 18. März 1897 konstituierte sich schließlich in Wiesbaden die Historische Kommission für Nassau aus der Section für mittlere und neuere Geschichte heraus. Entscheidend trieb Archivrat Otto Meinardus diesen Schritt am Ort voran. Zum ersten Vorsitzenden wurde Friedrich Otto gewählt, der bereits zuvor Vorsitzender des Altertumsvereins gewesen war.
Im Jahr 1902 musste die Kommission auf Drängen des Regierungspräsidenten hin ihre Satzung ändern, um weniger dicht mit dem Altertumsverein verflochten zu sein.
In den ersten Jahrzehnten ihres Bestehens blieben die Veröffentlichungen der Kommission weit hinter ihren Ankündigungen zurück, von 1914 bis 1920 ruhte ihre Arbeit ganz. So erschienen bis zum Ende des Zweiten Weltkriegs insgesamt nur elf Bände in ihrer Herausgeberschaft. Von der Mitte der 1950er Jahre gab es jährliche mindestens eine Publikation.
Im Rahmen der Gleichschaltung im „Dritten Reich“ wurde die Kommission 1933 wieder näher an den Verein für Nassauische Altertumskunde und Geschichtsforschung angeschlossen. Die Kommission besetzte ihre Ämter damit nicht mehr selbst durch Wahl. Deren Inhaber wurden vielmehr vom Vorsitzenden des Altertumsvereins ernannt.
In der Endphase des Zweiten Weltkriegs stellte die Historische Kommission für Nassau ihre Arbeit ein, nahm sie aber im August 1946 wieder auf, nachdem zuvor der Altertumsverein mit Genehmigung der amerikanischen Militärregierung wieder tätig geworden war. Die Kommission stellte in den beiden Jahren darauf ihre weitgehende Selbstständigkeit wie in der Zeit vor 1933 wieder her. 1949 beteiligte sich die Kommission an der Gründung der Arbeitsgemeinschaft der Historischen Kommissionen in Hessen, deren Ziel nicht zuletzt das Erreichen einer gemeinsamen Finanzierung aus dem Landeshaushalt war.

## Vorsitzende
- 1897–1902: Friedrich Otto, Gymnasialprofessor in Wiesbaden
- 1902: Richard Kolb, Major a. D. in Wiesbaden[2] (ad interim)
- 1902–1936: Paul Wagner, Direktor des Stadtarchivs Wiesbaden
- 1936–1938: Rudolf Vaupel, Direktor des Staatsarchivs Wiesbaden
- 1939–1948: Wilhelm Smidt, Direktor des Staatsarchivs Wiesbaden
- 1948–1949: Karl Wolf, Studienrat a. D. in Wiesbaden
- 1949–1975: Georg Wilhelm Sante, Direktor des Hessischen Hauptstaatsarchivs Wiesbaden
- 1975–1990: Wolf-Heino Struck, Direktor des Hessischen Hauptstaatsarchivs Wiesbaden
- 1990–2004: Wolf-Arno Kropat, Direktor des Hessischen Hauptstaatsarchivs Wiesbaden
- 2004–2022: Klaus Eiler, Direktor des Hessischen Hauptstaatsarchivs Wiesbaden
- 2022–2025: Peter M. Quadflieg, Direktor des Stadtarchivs Wiesbaden[3]